# 钒砷钙镁石
釩砷钙鎂石（英語：Gottlobite）是一種橙色或橙棕色的礦物，常呈直徑半毫米的獨立晶體。屬斜方晶系。與砷钙镁石會形成固溶體，砷钙镁石是CaMg(VO
4)(OH)的端元礦物。根據X射線衍射方法，釩砷钙鎂石與钒钙铜矿（tangeite）以及砷锌钙石相似。

## 產狀
釩砷钙鎂石是稀有的礦物，1996年8月，Jὒrgen Graf在德國圖林根州弗里德里希羅達，Gottlob地區一個廢棄已久的礦山上首次發現此礦物，並以此地命名。在這個礦山中，釩砷钙鎂石是分佈在由熱液形成的重晶石礦脈中， 其伴生的礦物有黑錳礦、重晶石、砷钙镁石和白雲母。

## 組成
根據能量色散 X 射線光譜法 (EDX) 和波長色散 X 射線光譜法 (WDX)分析，釩砷钙鎂石所含元素，包括 Ca、V、As、O 和少量 Sr。根據氧化物測量，其中 CaO 的重量百分比為 24.98，SrO 的重量百分比為 0.92，SrO 的重量百分比為 17.54 MgO、MnO 1.50、CuO 1.44、V2O5 27.47、As2O5 20.32、H2O 5.4。釩砷钙鎂石含Mg，但在 EDX 測試中未測出，因為鎂與砷在分析線上重疊。 鈣鎂石的完整經驗式為(Ca0.93,Sr0.03)(Mg0.91,Mn0.04,Cu0.04)(V0.63,As0.37)O4O1.08H1.26。 從公式中可以看出，砷和釩原子對氧處四面體配位，而鎂原子處於 八面體配位。